# Roundwood
Roundwood (en gaèlic irlandès an Tóchar, que vol dir "la calçada") és una vila d'Irlanda, al comtat de Wicklow, a la província de Leinster. Segons el cens de 2011 tenia 833 habitants.
Es troba on la carrerera R755 s'uneix a les R764 i R765. La R755 forma part de la ruta principal de Dublín a Glendalough a les Muntanyes de Wicklow. Situada a 238 metres sobre el nivell del mar, Roundwood és una de les viles més elevades d'Irland.
Roundwood està estretament relacionada amb els presidents d'Irlanda, Seán T. O'Kelly qui va viure hi, i Erskine Childers qui és enterrat al cementiri de l'Església d'Irlanda Derralossary vora la vila.

## Agermanaments
- Spézet (Speied)